# Тодорово (област Разград)
Вижте пояснителната страница за други значения на Тодорово.
Тодорово е село в Североизточна България. То се намира в община Исперих, област Разград.

## География
През 1933 г. географът Васил Маринов изследва селото и го определя в рамките на антропогеографските граници на Делиормана.

## История
През османския период селото носи названието Юклии.

## Транспорт
Селото има спирка по жп линията Самуил-Силистра.

## Личности
Родени
- Музаффер Мустан – борец медалист от европейско и световно първенство по борба, първият европейски шампион по сумо. Роден е през 1963 г. Член на управителния съвет на българската федерация по борба.[3]